# Chrysosoma bicolor
Chrysosoma bicolor är en tvåvingeart som beskrevs av Octave Parent 1937. Chrysosoma bicolor ingår i släktet Chrysosoma och familjen styltflugor. Inga underarter finns listade i Catalogue of Life.